# Тидё (замок)
Замок Тидё (швед. Tidö slott) — замок, расположенный в 17 км к югу от Вестероса в Вестманланде, Швеция.

## История

### Прежний замок
Первым зданием на этом месте был средневековый дом, построенный семьей Грен в пятнадцатом веке. В 1537 году семья Грен продала замок королеве-консорту Маргарет Лейонхуфвуд (1516—1551). В 1540 году её муж, король Густав Ваза, обменял замок на замок Эколсунд, и Тидё перешла к семье Тоттов. Сегодня рядом с нынешним зданием можно найти небольшие руины бывшего дома.

### Нынешний замок
Нынешний замок в Тидё был построен влиятельным государственным деятелем и лордом-канцлером Акселем Оксеншерна в 1625—1645 годах. Замок был построен вокруг прямоугольного двора с главным зданием на севере и тремя соединенными крыльями на востоке, западе и юге. Главный вход через свод в южном крыле.
В 1889 году семья фон Шинкель купила Тидё и владеет им до сих пор. Тидё — один из наиболее хорошо сохранившихся дворцов в стиле барокко в стиле голландского ренессанса. В 1974 году коллекционер игрушек Карл-Давид фон Шинкель открыл в Тидё музей игрушек с большой коллекцией исторических игрушек, в том числе игрушек, ранее принадлежавших королевской семье. После слияния с коллекцией Seriemuseet в 2010 году, когда музей был перенесен из замка в соседние конюшни, музей работал как Tidö leksaks-och seriemuseum . Вся коллекция переехала в Стокгольм в 2017 году и сегодня составляет основу музея Bergrummet — коллекции игрушек и комиксов Тидё Шеппсхольмене в Стокгольме.